# Хилл, Николас, 9-й маркиз Дауншир
Артур Фрэнсис Николас Иэн Уиллс Хилл, 9-й маркиз Дауншир (англ. Nicholas Hill, 9th Marquess of Downshire; родился 4 февраля 1959 года) — британский аристократ, землевладелец и бухгалтер, профессионально известный как Ник Дауншир.

## Биография
Родился 4 февраля 1959 года. Старший сын Артура Робина Иэна Хилла, 8-го маркиза Дауншира (1929—2003), и его первой жены, достопочтенной Джульетты Мэри Уэлд Форестер (1934—1986). Он получил образование в Итонском колледже (Виндзор, графство Беркшир) и Королевском сельскохозяйственном колледже в Сайренсестере в Глостершире.
Как и его отец, он является дипломированным бухгалтером, а также работал в этом качестве, а затем в области корпоративных финансов, для Туш Росс в период с 1981 по 1987 год. В 1988 году он стал финансовым директором для планирования технологической группы (СТГ).
В марте 1989 года, когда его отец унаследовал титул 8-го маркиза Дауншира, Николас Хилл получил титул учтивости — граф Хиллсборо.
Технологическая группа планирования была продана в 2001 году компании Manugistics, Inc.; он оставался исполняющим обязанности финансового директора до 2002 года. В настоящее время он занимает ряд постов неуправляющего директора и управляет семейным поместьем в Йоркшире, которое он унаследовал, когда сменил своего отца на посту 9-го маркиза Дауншира 18 декабря 2003 года. Он унаследовал титул 8-го барона Сэндиса от дальнего родственника 11 февраля 2013 года. Николас Дауншир стал членом Совета герцогства Ланкастер в январе 2018 года.

## Семья
28 апреля 1990 года в церкви Святого Джорджа в Бедейле, Йоркшир, граф Хиллсборо женился на Диане Джейн (Джейни) Бантинг (род. 12 сентября 1962), дочери Дианы Миддлтон и адвоката Джеральда Лисона Бантинга, из Оттерингтон-хауса, Норталлертон. У супругов родилось четверо детей.
- Леди Изабелла Диана Джульет Хилл (род. 3 апреля 1991 года)
- Леди Беатрис Ханна Джорджина Хилл (род. 10 февраля 1994 года)
- Эдмунд Робин Артур Хилл, граф Хиллсборо (род. 21 мая 1996)
- Леди Клаудия Люси Хелена Хилл (род. 15 марта 1998 года)

## Титулы
- 9-й маркиз Дауншир (Пэрство Ирландии, с 18 декабря 2003)
- 9-й виконт Фэрфорд, Глостершир (Пэрство Великобритании, с 18 декабря 2003)
- 9-й лорд Харидж, барон Харидж, Эссекс (Пэрство Великобритании, с 18 декабря 2003)
- 9-й граф Хиллсбооро (Пэрство Великобритании, с 18 декабря 2003)
- 9-й граф Хиллсборо, графство Даун (Пэрство Ирландии, с 18 декабря 2003)
- 10-й виконт Хиллсборо, графство Даун (Пэрство Ирландии, с 18 декабря 2003)
- 10-й барон Хилл из Килварлина, графство Даун (Пэрство Ирландии, с 18 декабря 2003)
- 9-й виконт Килварлин, графство Даун (Пэрство Ирландии, с 18 декабря 2003)
- 8-й лорд Сэндис, барон Омберсли, Вустершир (Пэрство Соединённого королевства, с 11 февраля 2013).